# Eleições estaduais de Bremen em 1995
As eleições estaduais de Bremen em 1995 foram realizadas a 14 de Maio e, serviram para eleger os 100 deputados para o parlamento regional.
O Partido Social-Democrata da Alemanha, apesar de se ter mantido como partido mais votado, continuou com um forte declínio eleitoral, obtendo o seu pior resultado eleitoral, até então, ficando-se pelos 33,4% dos votos e 37 deputados.
A União Democrata-Cristã subiu em votos, conquistando 32,6% dos votos e, pela primeira vez no estado, obtendo o mesmo número de deputados do SPD, ao obter 37 deputados.
A Aliança 90/Os Verdes também obteve um resultado positivo, ao conseguir 13,1% dos votos e 14 deputados.
A grande surpresa foi o sucesso do partido regionalista, Trabalho por Bremen e Bremerhaven, ao conquistar 10,7% dos votos e 12 deputados.
O Partido Democrático Liberal obteve um resultado catastrófico, saindo do parlamento, ficando-se pelos 3,4% dos deputados, enquanto, o partido de extrema-direita, União Popular Alemã, também saiu do parlamento, ao obter 2,5% dos votos.
Após as eleições, e, pela primeira vez no estado, formou-se um governo de grande coligação entre SPD e CDU.

## Resultados Oficiais
| Partido      | Partido                           | Votos   | %     | +/-   | Deputados | +/-   |
| ------------ | --------------------------------- | ------- | ----- | ----- | --------- | ----- |
|              | Partido Social-Democrata          | 115 001 | 33,4  | 5,4   | 37 / 100  | 4     |
|              | União Democrata-Cristã            | 112 301 | 32,6  | 1,9   | 37 / 100  | 5     |
|              | Aliança 90/Os Verdes              | 44 977  | 13,1  | 1,7   | 14 / 100  | 3     |
|              | Trabalho por Bremen e Bremerhaven | 36 735  | 10,7  | Novo  | 12 / 100  | Novo  |
|              | Partido Democrático Liberal       | 11 607  | 3,4   | 6,1   | 0 / 100   | 10    |
|              | União Popular Alemã               | 8 503   | 2,5   | 3,7   | 0 / 100   | 6     |
|              | Partido do Socialismo Democrático | 8 174   | 2,4   | Novo  | 0 / 100   | Novo  |
|              | Outros                            | 7 142   | 2,2   |       | 0 / 100   |       |
| Total        | Total                             | 344 440 | 100   |       | 100 / 100 |       |
| Participação | Participação                      |         | 68,6  | 3,6   |           |       |
| Fonte        | Fonte                             | [ 1 ]   | [ 1 ] | [ 1 ] | [ 1 ]     | [ 1 ] |